# Торлопов, Станислав Анфимович
Станислав Анфимович Торлопов (12 октября 1936, Москва, РСФСР — 3 марта 2015, Сыктывкар, Российская Федерация) — советский и российский живописец, народный художник Российской Федерации (2006).

## Биография
Учился в Костромском художественном училище (1953—1958) у Н. В. Шувалова, работал в Художественном фонде Сыктывкара. С 1962 г. участник зональных, региональных и всесоюзных выставок.
Член Союза художников СССР (1967). Избирался членом правления Союза художников России.
В 1960—1980 гг. участвовал в поездках с научно-исследовательскими геологическими экспедициями на Печору, Полярный Урал, в Арктику. Русский Север становится главной темой работ мастера.
Работы находятся Государственной Третьяковской галерее («Лето на Пайхое»), региональных музеях, в частных коллекциях в России и за рубежом. Среди работ: «Уса, Ветреный день» (1964), «В истоках Ниедзь-ю» (1967), «Ветер дальних дорог» (1967), «Буровая в пути» (1969), «Искатели», (1971). После творческой поездки во Вьетнам (1975 и 1976) создал серию пейзажных этюдов, портретов и картин.
В 1980-е гг. его картины приобретают лиричность и философское звучание: «Мать-земля Коми» (1979), триптих «Поэма о Северном море» (1976—1977).
Участвовал в более чем 100 всесоюзных, всероссийских, зональных, коми республиканских, групповых и тематических выставках. За годы самостоятельного творчества состоялось 9 персональных выставок художника: Сыктывкар — 1962, 1968, 1976, 1986, 1996 годы; Микунь, Ухта, Эжва — 1987 год; Петрозаводск — 1988 год; Москва −1989 год; Вьетнам — 1975 год.

## Награды и звания
- Орден «Знак Почёта» (1986).
- Народный художник Российской Федерации (2006).
- Заслуженный художник РСФСР (1971).
- Народный художник Коми АССР.
- Государственная премии Коми АССР (1968).